# Adobe Muse
Adobe Muse СС — графический редактор компании Adobe Systems, ориентированный на создание сайтов, небольших интернет-магазинов и посадочных страниц без необходимости написания кода.
Это приложение доступно через Adobe Creative Cloud (набор межплатформенных приложений от Adobe Systems, распространяемых по подписке).

## История версий
С 7 мая 2012 года по 13 ноября 2013 года было выпущено 7 релизов обновлений программы в формате Release 1, 2, 3 … 10.
Начиная с 18 июня 2014 года, последовательно вышло 10 обновлений — 2014, 2014.1, 2014.2, 2014.3, 2015, 2015.1, 2015.2, 2017.2, 2017.4 и 2018.1.
26 марта 2018 года Adobe выпустила Adobe Muse 2018, и опубликовала в своем блоге о прекращении разработки обновлений для Adobe Muse CC. Причиной прекращения Adobe называла возрастающую популярность «конструкторов сайтов», использующих настраиваемые шаблоны для быстрого создания веб-сайтов.